# 14-я кавалерийская дивизия (Российская империя)
14-я кавалерийская дивизия — кавалерийское соединение Русской императорской армии.
Штаб дивизии: Кельцы (1903), Ченстохов (1913). Входила в 14-й армейский корпус.

## История дивизии

### Формирование
14-я кавалерийская дивизия сформирована 27 июля 1875 года, в ходе общей реорганизации кавалерии, в составе двух бригад (по 2 полка в каждой): 2-я бригада расформированной тогда же прежней 7-й кавалерийской дивизии дополнена донским казачьим полком, переформирована и названа 14-й кавалерийской дивизией. 19 февраля 1877 года включена в состав вновь сформированного Гренадерского корпуса. В 18 сентября 1880 г. переведена в 14-й армейский корпус.
- 1875—1918 — 14-я кавалерийская дивизия.

### Боевые действия
С уходом части войск с левого берега Вислы во внутренние округа по реорганизации армии в 1910 году 14-я дивизия оказалась разбросанной на большом пространстве. Штаб дивизии, 14-й гусарский Митавский полк и 23-я конная батарея располагались в Ченстохове. 14-й драгунский (бывший кирасирский) Малороссийский полк квартировал в Калигае, 14-й Донской казачий полк стоял в городе Бендзине, близ Сосковец, у стыка трех границ (русской, австрийской, германской), 14-й уланский Ямбургский полк — штаб и три эскадрона — находился в Кельце, а три эскадрона — в Пгшечуве<?> (к югу от Кельце). Управление 11-го конно-артиллерииского дивизиона и 21-я конная батарея размещались в Варшаве и из-за отсутствия в 13-й кавалерийской дивизии своей артиллерии обслуживали больше её, чем 14-ю кавалерийскую дивизию.— [militera.lib.ru/memo/russian/shaposhnikov/13.html Б. М. Шапошников]
На этапе стратегического развертывания в конце июля - начале августа 1914 года дивизия действовала западнее Радома. В сентябре - октябре 2 эскадрона дивизии целый месяц действовали в тылу противника. 3 июля 1915 года части дивизии отличились в ходе конной атаки у Нерадова, парировав прорыв противника на стыке 2 корпусов 1-й армии. В составе 1-го Конного корпуса дивизия действовала в ходе Виленской операции в августе - сентябре 1915 года.

## Состав дивизии
- 1-я бригада (1903: Кельцы; 1913: Калиш)
  - 14-й драгунский Малороссийский Наследного Принца Германского и Прусского полк
  - 14-й уланский Ямбургский Е. И. В. Великой Княгини Марии Александровны полк
- 2-я бригада (Ченстохов)
  - 14-й гусарский Митавский полк
  - 14-й Донской казачий войскового атамана Ефремова полк
- 23-я батарея из состава 12-го конно-артиллерийского дивизиона (Варшава)

## Командование дивизии
(Командующий в дореволюционной терминологии означал временно исполняющего обязанности начальника или командира. Должности начальника дивизии соответствовал чин генерал-лейтенанта, и при назначении на эту должность генерал-майоров они оставались командующими до момента своего производства в генерал-лейтенанты).

### Начальники дивизии
- 27.07.1875 — хх.хх.1878 — командующий генерал-майор барон фон Менгден, Карл Эрнестович
- хх.хх.1878 — 26.09.1884 — генерал-майор (с 16.04.1878 генерал-лейтенант) Половцов, Михаил Викторович
- 26.09.1884 — 28.05.1889 — генерал-лейтенант Кульгачёв, Алексей Петрович
- 19.06.1889 — 21.07.1891 — генерал-лейтенант Леонтьев, Дмитрий Николаевич
- 17.07.1891 — 20.03.1895 — генерал-лейтенант Менгден, Георгий Фёдорович
- 04.04.1895 — 11.08.1900 — генерал-лейтенант Вонлярлярский, Николай Михайлович
- 13.10.1900 — 27.01.1906 — генерал-лейтенант Бобылев, Фёдор Нилович
- 27.01.1906 — 07.07.1907 — генерал-лейтенант Жилинский, Яков Григорьевич
- 03.09.1907 — 01.05.1910 — генерал-лейтенант барон фон Неттельгорст, Пётр Робертович
- 01.05.1910 — 23.08.1913 — генерал-лейтенант Орановский, Владимир Алоизиевич
- 08.10.1913 — 13.10.1914 — генерал-лейтенант Новиков, Александр Васильевич
- 18.10.1914 — 13.05.1915 — командующий генерал-майор Эрдели, Иван Георгиевич
- 13.05.1915 — 04.02.1916 — командующий генерал-майор Петерс, Владимир Николаевич
- 04.02.1916 — 05.04.1917 — генерал-лейтенант Толпыго, Антон Александрович
- 19.04.1917 — 24.06.1917 — командующий генерал-майор Люце (Лучов), Николай Павлович[11]
- 10.07.1917 — xx.xx.xxxx — командующий генерал-майор Милович, Дмитрий Яковлевич

### Начальники штаба дивизии
- 27.07.1875 — 15.07.1876 — полковник Брофельт, Мортимер Вениаминович
- 15.07.1876 — 30.09.1876 — полковник Деннет, Алексей Романович
- 30.09.1876 — 22.10.1876 — полковник Баиов, Константин Алексеевич
- 22.10.1876 — 12.02.1880 — полковник Гец, Дмитрий Николаевич
- 24.02.1880 — 25.09.1884 — и. д. подполковник (с 20.04.1880 полковник) Фомин, Леонид Петрович
- 07.10.1884 — 28.03.1886 — полковник Бартоломей, Александр Владимирович
- 28.03.1886 — 21.07.1889 — полковник Пржевлоцкий, Константин Ефимович
- 21.07.1889 — 07.01.1891 — полковник Михайлов, Николай Григорьевич
- 06.01.1891 — 18.03.1891 — полковник Сахаров, Владимир Викторович
- 26.03.1891 — 12.12.1895 — полковник Ренненкампф, Павел Карлович
- 18.12.1895 — 28.08.1897 — полковник Лопушанский, Николай Яковлевич
- 09.09.1897 — 20.06.1898 — полковник Мартос, Николай Николаевич
- 20.06.1898 — 16.06.1901 — полковник Зандер, Георгий Александрович
- 10.07.1901 — 06.09.1901 — полковник Новицкий, Николай Николаевич
- 06.09.1901 — 07.09.1904 — полковник Некрашевич, Георгий Михайлович
- 28.09.1904 — 07.12.1910 — полковник Илляшевич, Евгений Валерианович
- 16.01.1911 — 31.12.1914 — полковник Вестфален, Александр Иванович
- 28.01.1915 — 17.02.1917 — подполковник (с 06.12.1915 полковник) Филиппов, Георгий Владимирович
- 16.03.1917 — 22.03.1917 — подполковник Самарин, Сергей Николаевич
- 05.07.1917 — хх.11.1917 — полковник Сегеркранц, Сергей Карлович

### Командиры 1-й бригады
- 27.07.1875 — хх.хх.1879 — генерал-майор Скобельцын, Пётр Евграфович
- хх.хх.1879 — 28.06.1879 — генерал-майор Рейсиг, Александр Карлович
- 28.06.1879 — хх.хх.1879 — генерал-майор Макшеев-Машонов, Николай Александрович
- 01.01.1880 — 31.05.1882 — генерал-майор барон Каульбарс, Александр Васильевич
- 12.07.1882 — 03.12.1894 — генерал-майор Вельяминов-Зернов, Митрофан Алексеевич
- 15.12.1894 — 13.10.1900 — генерал-майор Бобылев, Фёдор Нилович
- 01.11.1900 — 03.10.1907 — генерал-майор Ковальков, Николай Александрович
- 03.10.1907 — 21.05.1912 — генерал-майор Бельгард, Владимир Карлович
- 21.05.1912 — 02.08.1914 — генерал-майор Чайковский, Николай Иванович
- 16.08.1914 — 07.09.1914 — генерал-майор Рубец-Масальский, Фёдор Васильевич
- 07.09.1914 — 27.01.1915 — генерал-майор Чайковский, Николай Иванович
- 05.03.1915 — 24.04.1915 — генерал-майор Сенча, Владимир Иванович
- 18.05.1915 — 24.06.1915 — генерал-майор Махов, Михаил Михайлович
- 26.07.1915 — 14.04.1917 — генерал-майор Перевощиков, Михаил Павлович
- 15.06.1917 — 12.08.1917 — полковник Сушинский, Стефан Игнатьевич
- 12.08.1917 — 14.11.1917 — полковник Шляхтин, Яков Афанасьевич
- 14.11.1917 — хх.хх.хххх — полковник Макеев, Евгений Михайлович

### Командиры 2-й бригады
- 27.07.1875 — 22.02.1876 — генерал-майор Половцев, Михаил Викторович
- 22.02.1876 — 04.06.1883 — генерал-майор Коханов, Василий Аполлонович
- 22.06.1886 — 07.09.1891 — генерал-майор Штутцер, Константин Яковлевич
- 23.09.1891 — 15.09.1895 — генерал-майор Криденер, Фёдор Николаевич
- 25.09.1895 — 09.08.1897 — генерал-майор Бистром, Александр Николаевич
- 23.08.1897 — 02.07.1898 — генерал-майор Гарнак, Александр Леонтьевич
- 31.07.1898 — 14.12.1899 — генерал-майор Клюки-фон-Клюгенау, Константин Францович
- 25.01.1900 — 30.09.1903 — генерал-майор Баумгартен, Леонид Фёдорович
- 05.01.1904 — 07.02.1904 — генерал-майор Любавин Гавриил Павлович
- 23.02.1904 — 17.07.1912 — генерал-майор Мартынов, Николай Патрикеевич
- 17.07.1912 — 19.07.1914 — генерал-майор Михеев, Михаил Григорьевич
- 02.12.1914 — 29.07.1915 — генерал-майор Бюнтинг, Алексей Георгиевич
- 08.09.1915 — 07.12.1915 — генерал-майор Лащилин, Никандр Аркадьевич
- 17.12.1915 — 05.05.1917 — полковник (с 24.07.1916 генерал-майор) Карнеев, Александр Алексеевич
- 07.06.1917 — 14.11.1917 — командующий полковник Макеев, Евгений Михайлович
- 14.11.1917 — хх.хх.хххх — командующий полковник Шляхтин, Яков Афанасьевич

### Дивизионная артиллерия
17 августа 1875 г. к вновь сформированной 14-й кавалерийской дивизии были приписаны 21-я конно-артиллерийская батарея и 7-я донская казачья конно-артиллерийская батарея. 18 августа 1882 г. вместо 7-й донской батареи в дивизию была назначена 23-я конно-артиллерийская батарея. 1 апреля 1896 г. 21-я и 23-я батареи были объединены во вновь сформированном 14-м конно-артиллерийском дивизионе. 23 июня 1910 г. 14-й  дивизион был переименован в 12-й конно-артиллерийский дивизион, по-прежнему приписанный к той же кавалерийской дивизии.

##### Командиры 21-й конно-артиллерийской батареи
- 29.09.1875 — 14.01.1885 — капитан (с 25.10.1875 подполковник, с 15.05.1883 полковник) Куборский, Фёдор Петрович
- 14.01.1885 — 06.05.1895 — полковник Уткевич, Александр Владимирович
- 06.05.1895 — 16.06.1900 — капитан (с 27.08.1896 подполковник) Курашевич, Василий Иванович

#### Командиры 7-й Донской казачьей конно-артиллерийской батареи
- 25.08.1867 — 21.11.1877 — войсковой старшина (с 26.02.1871 подполковник, с 03.04.1874 полковник) Поляков, Платон Алексеевич
- 20.11.1877 — 04.10.1880 — командующий войсковой старшина Луизов, Иван Андреевич
- 04.10.1880 — 19.09.1883 — подполковник Дукмасов, Даниил Григорьевич

##### Командиры 23-й конно-артиллерийской батареи
- 18.08.1882[14] — 01.02.1895 — полковник Остромецкий, Константин Валерианович
- 16.02.1895 — 08.01.1903 — подполковник Садовский, Яков Александрович

### Командиры 14-го (с 1910 г. — 12-го) конно-артиллерийского дивизиона
- 01.04.1896 — 15.08.1896[15] — полковник Трусов, Анатолий Фёдорович
- 05.10.1896 — 20.09.1902 — полковник барон фон Неттельгорст, Павел Робертович
- 24.10.1902 — 20.03.1905 — полковник Гофмейстер, Михаил Александрович
- 20.03.1905 — 20.06.1907 — полковник Ерковский, Андрей Аполлонович
- 18.07.1907 — 30.06.1912 — полковник Григорьев, Лев Васильевич
- 30.06.1912 — 27.09.1915 — полковник Башилов, Николай Александрович
- 10.02.1916 — после 11.11.1916 — полковник Башилов, Николай Александрович (повторно)